# Vilmos Tóth

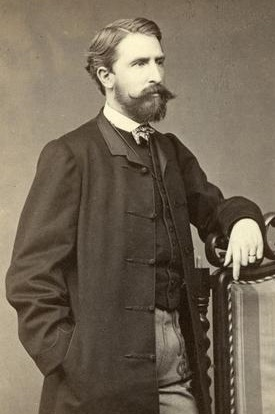
Vilmos Tóth

Vilmos Tóth von Székel (* 28. Mai 1832 in Szécsány, Komitat Torontál; † 14. Juni 1898 in Nyitraivánka, Komitat Nyitra) war ein ungarischer Politiker, Innenminister und Präsident des Magnatenhauses.

## Leben
Vilmos Tóth wurde in Szécsány (heute Sečanj, Serbien) in eine im Jahr 1552 geadelte Familie geboren. Nach dem Besuch des Gymnasiums in Arad, Temesvár und Nagyvárad studierte er Jura in Pozsony und wurde nach Abschluss seines Studiums Unternotar an der Tafel des Komitats Nyitra. Aufgrund der ungarischen Revolution 1848/49 musste er seinen Posten räumen, und nahm erst 1861 wieder als Vertreter des Komitats Nyitra im Landtag am politischen Leben teil. 1865 wurde er im Landtag Schriftführer und Mitglied der Partei von Ferenc Deák. Nach dem Österreichisch-Ungarischen Ausgleich wurde er 1867 Staatssekretär im ungarischen Innenministerium. 1871 wurde er im Kabinett von Gyula Andrássy Innenminister. Diese Position behielt er bis 1873 bei und wurde zum Geheimrat ernannt. 1895 wurde er Mitglied und am 22. November 1896 bis zu seinem Tod 1898 Präsident des Magnatenhauses. Vilmos Tóth starb im Alter von 66 Jahren in Nyitraivánka (heute Ivanka pri Nitre, Slowakei) und ist auf dem dortigen Friedhof in einem Mausoleum beerdigt.